# Taça de Moçambique
Taça de Moçambique – puchar Mozambiku. Drugie najważniejsze trofeum piłkarskie w kraju. Turniej organizowany przez Mozambican Football Federation.

## Zwycięzcy
Lista zwycięzców wszystkich meczów o puchar:
| Sezon     | Zwycięzca                 | Wynik                       | Rywal                            |
| --------- | ------------------------- | --------------------------- | -------------------------------- |
| 1978      | Maxaquene                 | 4-0                         | Ferroviário de Beira             |
| 1979      | Palmeiras de Beira        | 2-2 (zwycięstwo po karnych) | Têxtil Punguè                    |
| 1980      | Costa do Sol              | 3-1                         | Palmeiras de Beira               |
| 1981      | Desportivo de Maputo      | 1-0                         | Costa do Sol                     |
| 1982      | Maxaquene                 | 1-0                         | Ferroviário de Maputo            |
| 1983      | Costa do Sol              | 1-0                         | Textáfrica                       |
| 1984      | Ferroviário de Maputo     | 4-2                         | Palmeiras de Beira               |
| 1985      | nie rozegrano             | nie rozegrano               | nie rozegrano                    |
| 1986      | Maxaquene                 | 2-0                         | Estrela Vermelha                 |
| 1987      | Maxaquene                 | 3-0                         | Palmeiras de Beira               |
| 1988      | Costa do Sol              | 1-0                         | Aguia d'Ouro                     |
| 1989      | Ferroviário de Maputo     | 2-0                         | Desportivo de Maputo             |
| 1990      | CD Matchedje              | 3-1                         | Maxaquene                        |
| 1991      | Clube de Gaza             | 2-1 (po dogrywce)           | Maxaquene                        |
| 1992      | Costa do Sol              | 4-1 (po dogrywce)           | Clube de Gaza                    |
| 1993      | Costa do Sol              | 2-0                         | Ferroviário de Beira             |
| 1994      | Maxaquene                 | 1-0                         | Ferroviário de Maputo            |
| 1995      | Costa do Sol              | 2-1                         | Maxaquene                        |
| 1995/96   | Maxaquene                 | 2-1                         | GD da Companhia Têxtil do Punguè |
| 1996/97   | Costa do Sol              | 5-2                         | Migração (Beira)                 |
| 1997/98   | Maxaquene                 | 1-0                         | Ferroviário de Maputo            |
| 1998/99   | Costa do Sol              | 5-0                         | Sporting Clube de Nampula        |
| 1999/2000 | Costa do Sol              | 1-0                         | CD Matchedje                     |
| 2000/01   | Maxaquene                 | 3-1                         | Textáfrica                       |
| 2001/02   | Costa do Sol              | 2-0                         | Académica de Maputo              |
| 2003      | Ferroviário de Nampula    | 1-1 (po karnych, 5-4)       | Ferroviário de Maputo            |
| 2004      | Ferroviário de Maputo     | 5-1                         | Textáfrica                       |
| 2005      | Ferroviário de Beira      | 1-0 (po dogrywce)           | Costa do Sol                     |
| 2006      | Desportivo de Maputo      | 1-0                         | Têxtil Punguè                    |
| 2007      | Costa do Sol              | 3-0                         | Ferroviário de Nampula           |
| 2008      | Atlético Muçulmano        | 1-0                         | Chingale de Tete                 |
| 2009      | Ferroviário de Maputo     | 2-0                         | Costa do Sol                     |
| 2010      | Maxaquene                 | 2-0                         | Vilankulo FC                     |
| 2011      | Ferroviário de Maputo     | 3-0                         | Chingale de Tete                 |
| 2012      | Liga Muçulmana            | 1-0                         | Costa do Sol                     |
| 2013      | Ferroviário de Beira      | 2-0                         | FC Chibuto                       |
| 2014      | Ferroviário de Beira      | 1-0                         | Ferroviário de Maputo            |
| 2015      | Liga Desportiva de Maputo | 2-1                         | Ferroviário de Beira             |
| 2016      | União Desportiva do Songo | 3-1                         | Maxaquene                        |
| 2017      | Costa do Sol              | 1-0 (po dogrywce)           | União Desportiva do Songo        |
| 2018      | Costa do Sol              | 1-1 (po karnych, 4-2)       | Ferroviário de Beira             |
| 2019      | União Desportiva do Songo | 2-0                         | Ferroviário de Maputo            |
| 2020      | nie rozegrano             | nie rozegrano               | nie rozegrano                    |
| 2021      | nie rozegrano             | nie rozegrano               | nie rozegrano                    |
| 2022      | Ferroviário de Maputo     | 1-0                         | Ferroviário de Beira             |
| 2023      | Associação Black Bulls    | 2-1                         | União Desportiva do Songo        |